# Sumgait-floden
Sumgait-floden (azeriska: Sumqayıtçay) är ett periodiskt vattendrag i Azerbajdzjan.   Det ligger i distriktet Sumgait, i den östra delen av landet, 40 km nordväst om huvudstaden Baku.
Runt Sumgait-floden är det i huvudsak tätbebyggt. Runt Sumgait-floden är det mycket tätbefolkat, med 3 494 invånare per kvadratkilometer.